# Diana Bacosi

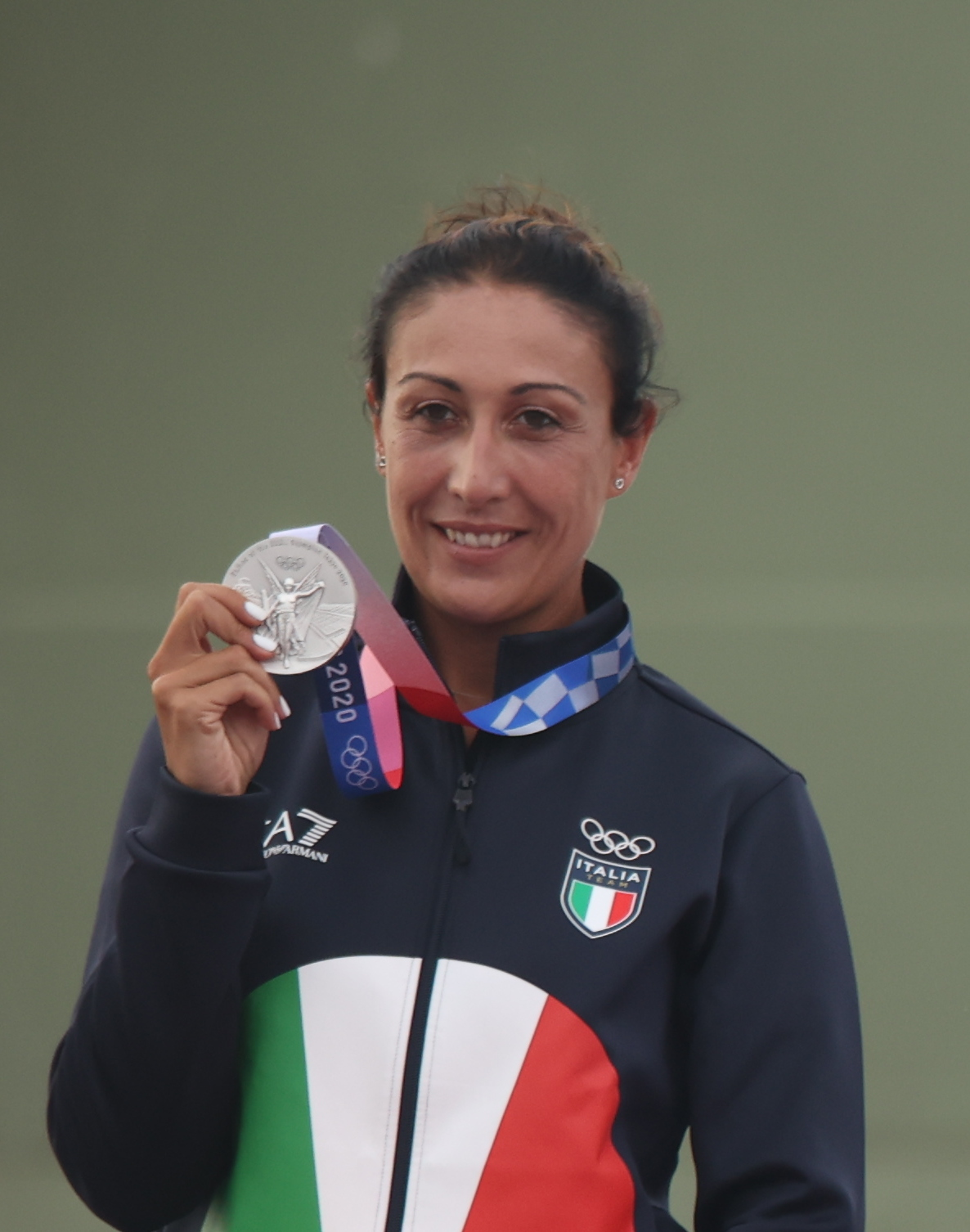
Diana Bacosi

Diana Bacosi, född 13 juli 1983 i Città della Pieve, är en italiensk sportskytt.
Bacosi blev olympisk guldmedaljör i skeet vid sommarspelen 2016 i Rio de Janeiro 2016. Vid olympiska sommarspelen 2020 i Tokyo tog Bacosi silver i skeet.